# Frederick Birrell

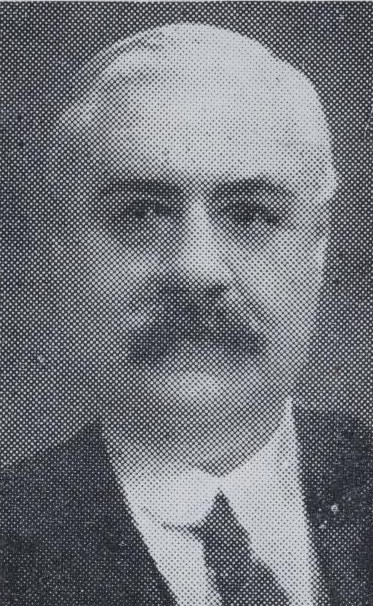
Frederick Birrell (1923)

Frederick William Birrell (* 27. August 1869 in North Adelaide, South Australia; † 20. Januar 1939 ebenda) war ein australischer Politiker der Australian Labor Party (ALP), der unter anderem von 1924 bis 1933 Mitglied sowie zwischen 1930 und 1933 Sprecher des South Australian House of Assembly war.

## Leben

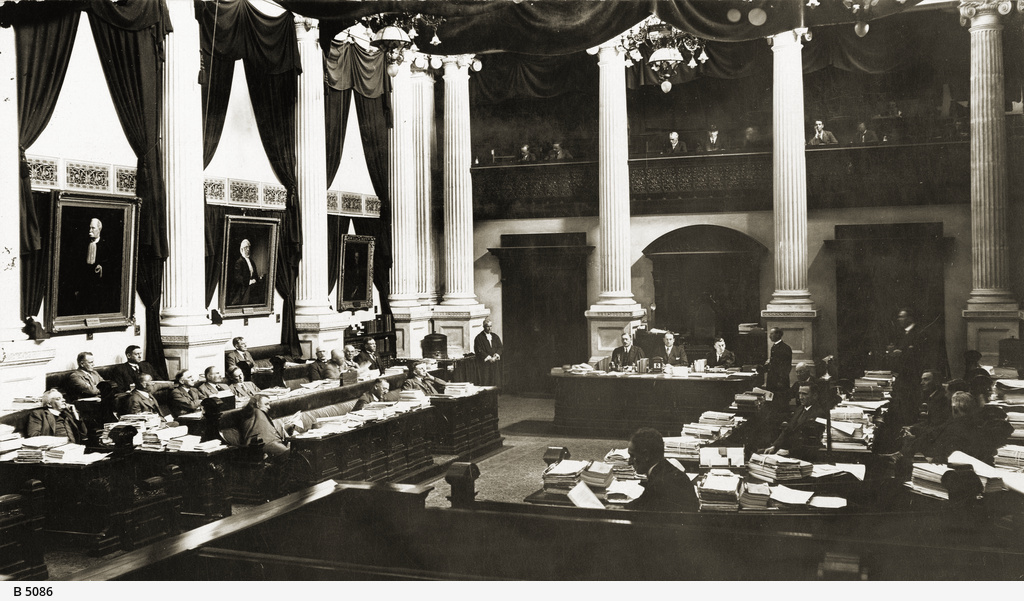
Der Sitzungssaal des South Australian House of Assembly, dessen Mitglied und Sprecher Birrell war.

Frederick William Birrell, Sohn des Arbeiters Andrew Birrell und dessen Eliza Banks Birrell, absolvierte nach dem Schulbesuch eine Ausbildung zum Schriftsetzer beim South Australian Register und war danach erst Bediener einer Linotype-Setzmaschine sowie später Journalist bei der in Adelaide erscheinenden Tageszeitung The Daily Herald. Er fungierte zudem zwischen 1919 und 1920 als Sekretär der South Australian Labor Party.
Bei der Wahl am 9. April 1921 wurde er für die Labor Party im damaligen Zwei-Personen-Wahlkreis North Adelaide erstmals zum Mitglied des South Australian House of Assembly gewählt, des Unterhauses des Parlaments von South Australia, und konnte bei dieser Wahl den bisherigen Wahlkreisinhaber Edward Alfred Anstey von der National Party besiegen. Er vertrat diesen Wahlkreis bis zu seinem Verzicht auf eine erneute Kandidatur bei der Wahl am 8. April 1933 aus gesundheitlichen Gründen, woraufhin Victor Marra Newland von der Liberal and Country League (LCL) diesen Wahlkreis gewann. Während seiner Parlamentszugehörigkeit fungierte er unter anderem 1924 als Präsident der South Australian Labor Party sowie zwischen dem 30. April 1924 und dem 31. August 1926 als Mitglied des Ständigen Parlamentarischen Ausschusses für Eisenbahnen (Parliamentary Standing Committee on Railways).
Am 31. August 1926 wurde Birrell als Nachfolger seines Parteifreundes John McInnes als Speaker zum Sprecher des House of Assembly gewählt. Er bekleidete das Amt des Parlamentspräsidenten bis zum 16. Mai 1927, woraufhin George Laffer von der Liberal Federation am 17. Mai 1927 seine Nachfolge antrat.
Nach der Wahl vom 5. April 1930 kam es in South Australia zu einem erheblichen Streit innerhalb der ALP. Als Ergebnis intensiver Auseinandersetzungen über den Umgang mit der Reaktion auf die Weltwirtschaftskrise in Australien einigte sich im Juni 1931 ein Treffen der Premierminister der Bundesstaaten auf den Plan des Premierminister Australiens James Scullin, der weitreichende Sparmaßnahmen in Verbindung mit Einnahmensteigerungen vorsah. Als in South Australia über den Plan der Premierminister abgestimmt wurde, stimmten 23 der 30 Mitglieder der Labour-Partei des House of Assembly und zwei der vier ALP-Mitglieder des South Australian Legislative Council dafür. Im August 1931 schloss die südaustralische Staatskonferenz der Labour Party alle Abgeordneten aus, die den Plan des Premierministers unterstützten, darunter Frederick Birrell, Premierminister Lionel Hill und dessen gesamtes Kabinett, woraufhin diese am 13. August 1931 die Parliamentary Labor Party bildeten, die bis Juni 1934 bestand.
Seine am 15. Oktober 1903 in College Park geschlossene mit der Maschinistin Ellen Thomas blieb kinderlos.

## Hintergrundliteratur
- Labor’s Thirty Years Record in South Australia, Adelaide 1923
- R. Pettman: Factionalism in the A.L.P. A South Australian Case Study, 1930–33, B.A. Thesis, University of Adelaide, 1967
- Parliament of South Australia: Statistical Record of the Legislature 1836–2007 (Memento vom 11. März 2019 im Internet Archive)
- Gordon Desmond Combe: Responsible Government in South Australia, Band 1, Wakefield Press, 2009, ISBN 978-1-86254-843-5 (Onlineversion (Auszug))